# مسجد محمد باکو
مسجد محمد یا  سینیق‌قلعه (به لاتین: Məhəmməd məscidi یا Sınıqqala məscidi) یک مسجد متعلق به قرن یازدهم میلادی در ایچری‌شهر یا همان شهر قدیمی و بافت تاریخی شهر باکو، جمهوری آذربایجان است. علت معروف بودن این مسجد به سینیق‌قلعه (برج آسیب دیده) مناره تخریب‌شده این مسجد در سال ۱۷۲۳ میلادی است هنگامی که اسکادران نظامی ارتش روسیه تزاری، متشکل از ۱۵ کشتی جنگی و به‌رهبری دریابد میخائیل ماتیوشکین از سوی ساحل دریای کاسپین به این شهر نزدیک شد و خواستار تسلیم‌شدن باکو شد. این رویداد زمانی رخ داد که جنگ ایران و روسیه (۱۷۲۳–۱۷۲۲) در حال وقوع بود. کشتی‌های جنگی امپراتوری روسیه پس از خودداری از تسلیم‌شدن توسط مردم باکو شروع به بمباران و تیرباران این شهر کردند. در این میان یکی از توپ‌های شلیک‌شده روس‌ها به مناره مسجد محمد برخورد کرد و به آن آسیب رساند. پس از آن باد شدید و هوای طوفانی کشتی‌های روس‌ها را وادار به عقب‌نشینی به‌سوی دریا کرد که پس از آن مردم باکو از این باد به‌عنوان یک بلای الهی که بر نیروهای روسی فرود آمده یاد می‌کنند. پس از آن مناره مسجد تا اواسط قرن نوزرهم میلادی بازسازی نشد و از آن به‌عنوان نمادی از مقاومت مردم دربرابر نیروهای متهاجم یاد می‌شد.
این مسجد نخستین بنا در جمهوری آذربایجان است که به دین اسلام مربوط می‌شود و بر همین اساس معماری آن تاریخ‌گذاری شده است.

## معماری
مطابق کتیبه‌های نوشته‌شده با الفبای عربی که در مقابل درگاه دیوار شمالی مسجد باقی مانده است، معمار و طرّاح این بنا استاد محمد بن ابوبکر بوده که در سال ۴۷۱ هجری (۱۰۷۸/۷۹ میلادی) این بنا را بنیان نهاده است. او علاوه بر طراحی و معماری در هنرهای تزئینی بناها نیز استاد و دارای مهارت بوده است.

## مناره
مناره جدیدی که در مجاورت مسجد قرار دارد براساس نقشه‌های قدیمی مربوط به این مسجد ساخته شده است. این مناره دارای تنه قوی و کمی نازک است؛ از سنگ و با دقت فراوان ساخته شده است. سنگ‌های استالاکتیت درشت و مسطّح و جدول‌بندی‌شده، بالکن موذن محصور شده توسط صفحات سنگی را حفظ می‌کند. یک گنبد ضخیم هم تنه مناره را تکمیل می‌کند. درون مسجد هم پله‌های باریکی به سمت بالا وجود دارد. همچنین در فضای درونی مسجد هم کتیبه‌هایی از قرآن با خط کوفی موجود است.